# Puerto del Spluga
El puerto del Spluga (en alemán, Splügenpass; italiano Passo dello Spluga; en latín: Cunus Aureus) es un puerto de montaña (2.113 m s. n. m.) que marca el límite entre los Alpes Lepontinos y los Réticos.
Enlaza el valle suizo del Hinterrhein y Splügen en el cantón de los Grisones con el Valle Spluga y Chiavenna en la italiana provincia de Sondrio. La carretera continúa hasta el lago Como. El paso es la divisoria entre las cuencas del Rin, que fluye hacia el mar del Norte, y el río Po, que desemboca en el Adriático.
Desde la construcción del túnel a través de San Bernardino, el puerto ha perdido su anterior importancia; no se mantiene abierto en invierno.
El equivalente italiano de la ciudad suiza de Splügen es Montespluga en la vertiente italiana del paso. Montespluga es una pequeña localidad con tres calles que queda aislada tanto de Italia como de Suiza en el invierno.
Debido a su falta de importancia, hoy se trata de un paso tranquilo donde tramos esenciales de las carreteras y senderos históricos han sobrevivido, permitiendo un buen recorrido histórico para los senderistas por la Via Spluga.